# Gabriel Peldan

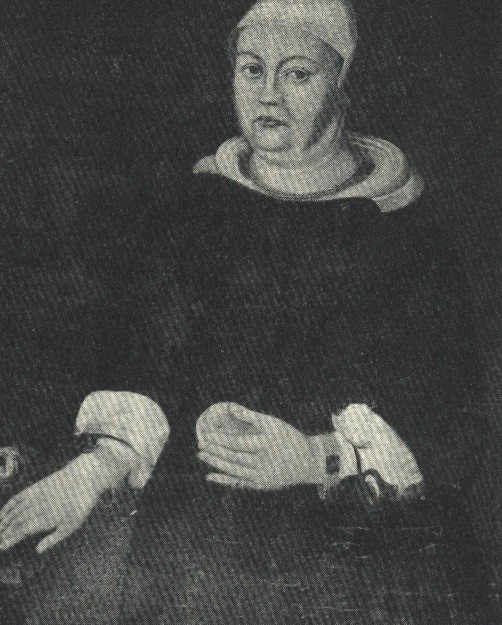
Peldans hustru Margareta Raumanna

Gabriel Peldan, född 8 oktober 1690 i Ilmola, död där 5 november 1750, var en finländsk präst och skolman.
Peldan organiserade under Stora ofreden från Kurikka försvaret av södra Österbottens län, deltog i slaget vid Storkyro vintern 1714 och begav sig 1716 till Sverige, men tillfångatogs följande år i Torneå av ryssarna, som tog honom i sin tjänst bland annat som sekreterare hos den av ryssarna tillsatta generalguvernören i Åbo. På denna post fick han bland annat i uppdrag att skriva en kort sammanfattning av Finlands historia på latin, De fatis et antiqvibus Finniae. Efter fredsslutet fördes han till Sankt Petersburg men frigavs 1722. 
Peldan blev 1725 rektor vid Vasa trivialskola och var från 1735 kyrkoherde i Ilmola. Genom sina kontakter till unga forskare och studenter utövade han ett stort inflytande över historie- och språkforskningen i Finland. Han betraktas som en av pionjärerna för den österbottniska hembygdsforskningen.